# Чесни, Алан
Алан Малколм Чесни (Чесней) (англ. Alan Malcolm Chesney, 28 апреля 1949, Крайстчёрч, Новая Зеландия) — новозеландский хоккеист (хоккей на траве), полевой игрок. Олимпийский чемпион 1976 года.

## Биография
Алан Чесни родился 28 апреля 1949 года в новозеландском городе Крайстчёрч.
Играл в хоккей на траве за команду Кентербери и «Хервуд» из Крайстчёрча.
В 1969 году дебютировал в сборной Новой Зеландии.
В 1976 году вошёл в состав сборной Новой Зеландии по хоккею на траве на летних Олимпийских играх в Монреале и завоевал золотую медаль. Играл в поле, провёл 7 матчей, мячей не забивал.
Вскоре после Олимпиады переехал в австралийский город Перт, работал в сфере страхования и финансов. Затем открыл офис по продаже продуктов в Сингапуре.
Живёт в южноафриканском городе Дурбан.

## Увековечение
В 1990 году в составе сборной Новой Зеландии, выигравшей Олимпиаду, введён в Новозеландский спортивный Зал славы.